# Lewisburg, Ohio
Lewisburg là một làng thuộc quận Preble, tiểu bang Ohio, Hoa Kỳ. Năm 2010, dân số của làng này là 1820 người.

## Dân số
- Dân số năm 2000: 1798 người.
- Dân số năm 2010: 1820 người.